# Sint-Remigiusommegang
De Sint-Remigiusommegang was een gebedstocht in Wambeek om de heilige Remigius, beschermheilige van Wambeek, te eren. Tijdens de ommegang werd er gebeden om een gunst te vragen of uit dank voor een genezing van hoofdpijn of andere ziektes. Dit ging samen met verschillende handelingen verspreid over de tocht. Deze ommegang behoort tot het verleden.

## Remigiusweg
De tocht startte vanuit de Sint-Remigiuskerk (Wambeek) waarbij gelovigen al biddend wandelden richting "de dries" op het gemeenteplein. Via de Langestraat gingen ze richting parochiezaal om zo langs de Potgieterstraat richting de kapel van Klapscheut te stappen. Aan de kapel van Klapscheut stapten de gelovigen driemaal rond de kapel en zetten de tocht verder langs de oude melkerij om terug naar de kerk te gaan. Eerst werd er driemaal rond de kerk gestapt en vervolgens driemaal rond het beeld van Remigius in kerk.

### Vier kapellen
Op de Remigiusweg situeren er zich vier kapellen. Aan de grote kapellen hielden de gelovigen halt voor een gebed alvorens de tocht werd verdergezet.

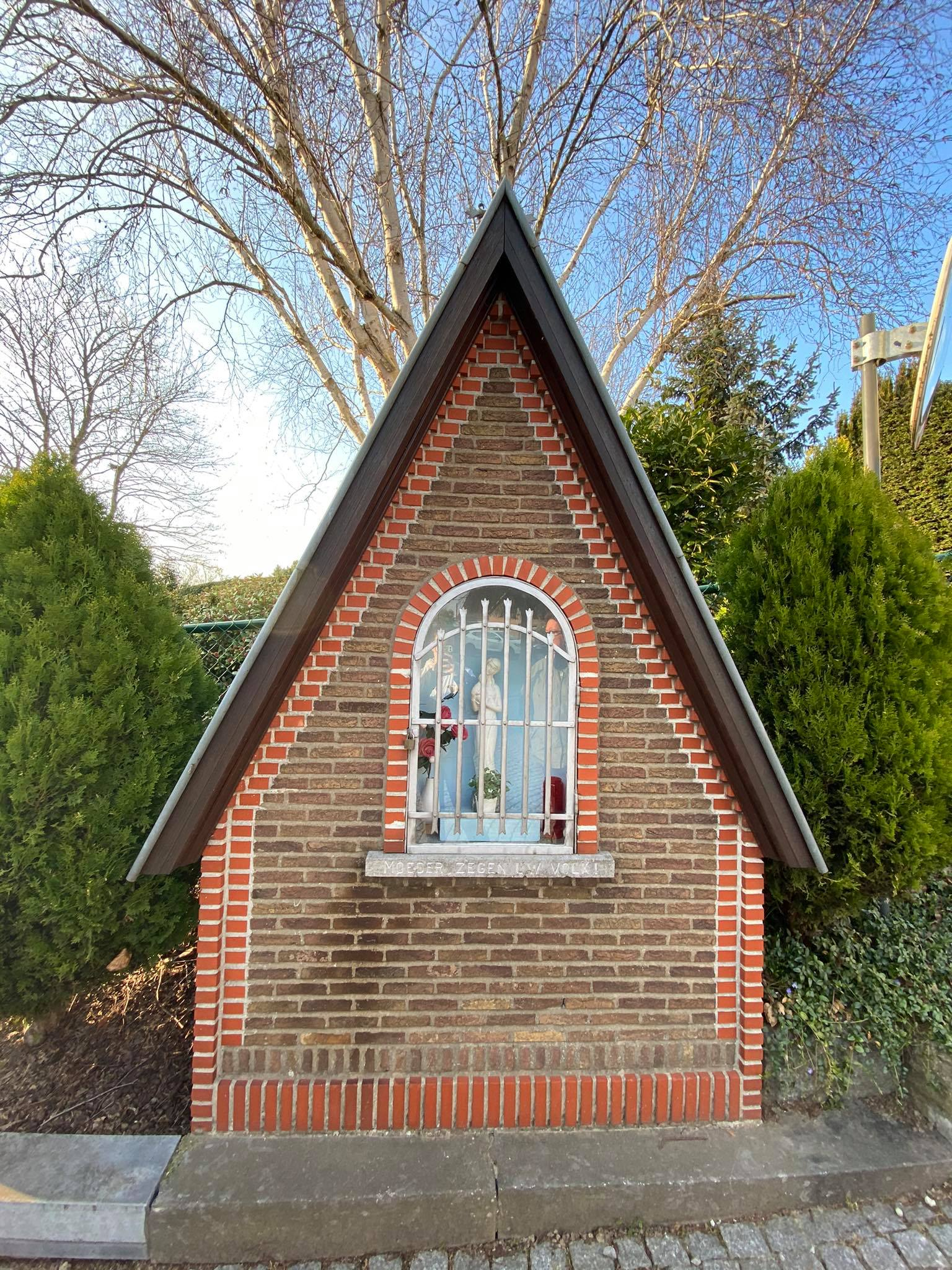
Mariakapel (hoek Langestraat-Bollestraat, Wambeek).
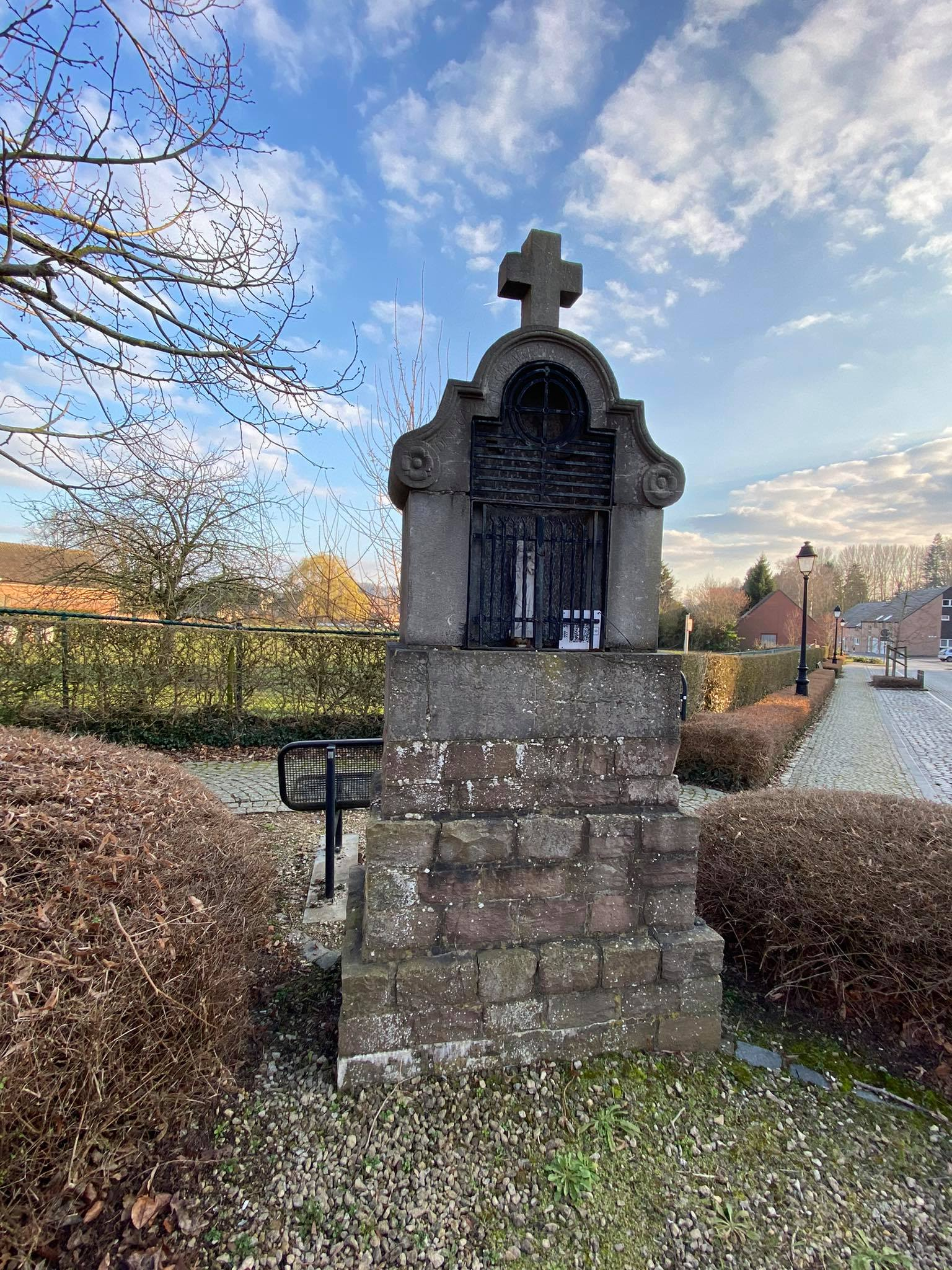
Mariakapel (hoek Langestraat-Pol De Montstraat, Wambeek).
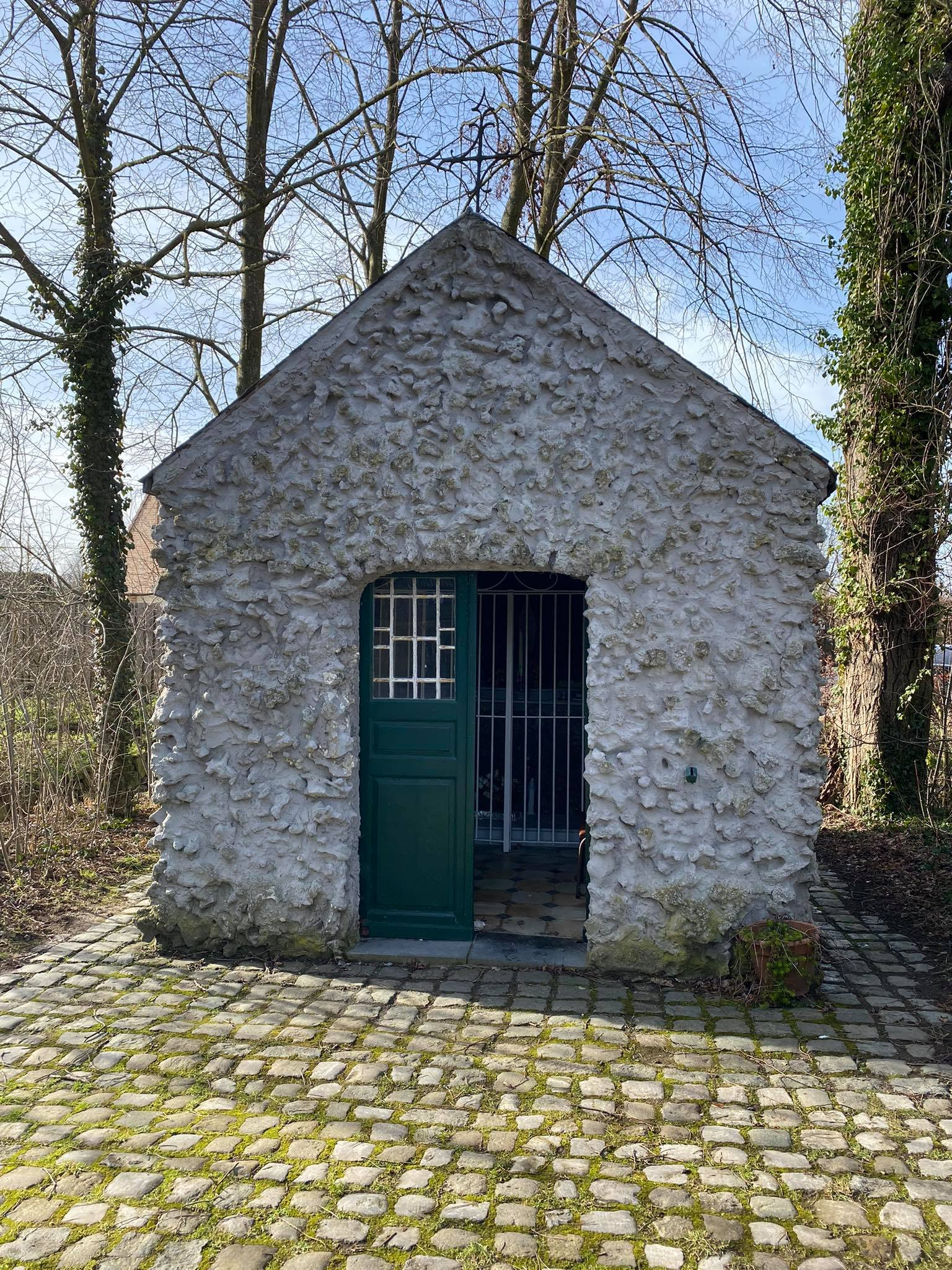
Onze-Lieve-Vrouw-van-Lourdeskapel (Klapscheutstraat, Wambeek).
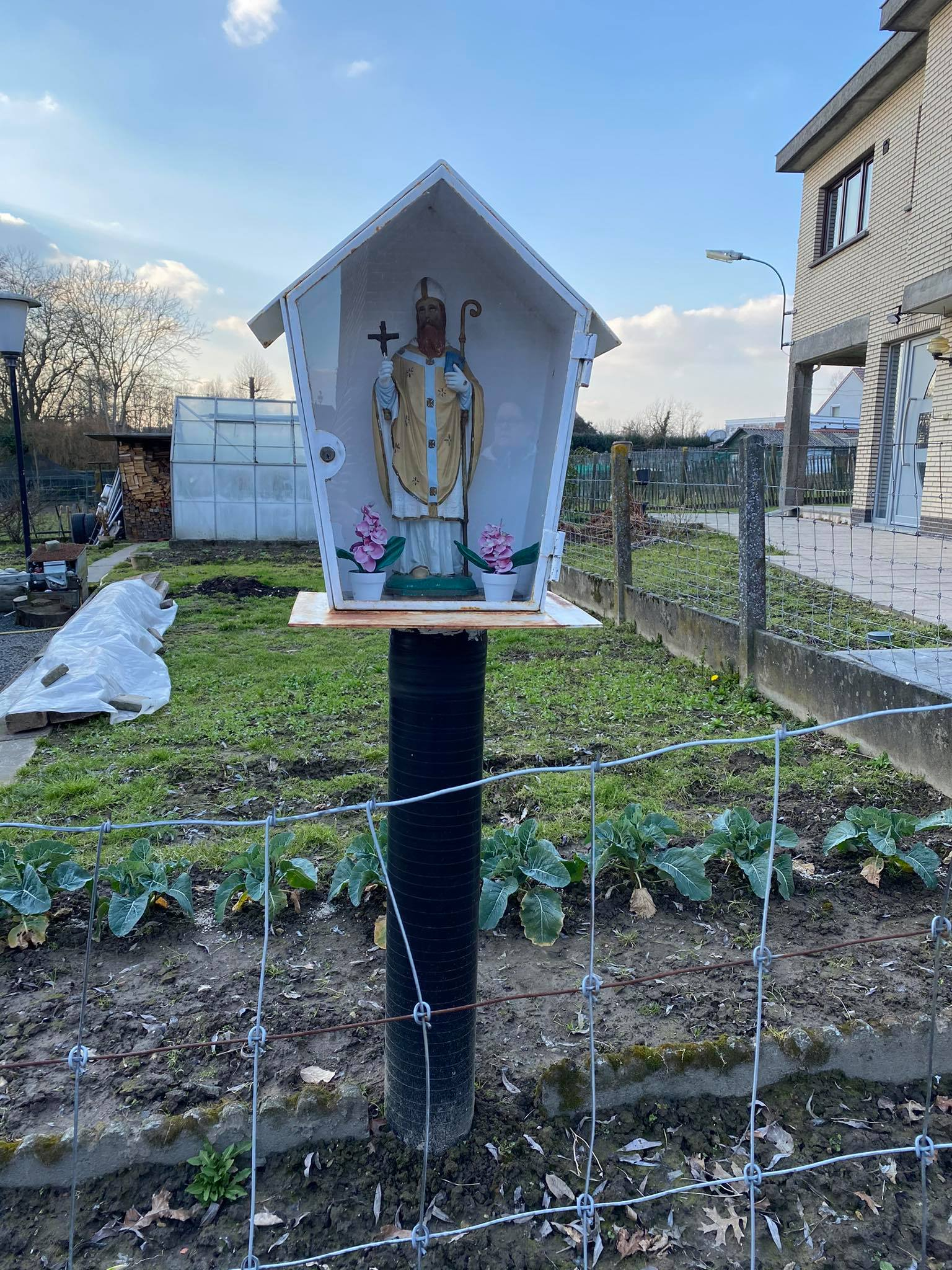
Sint-Remigiuspaalkapel (Pol De Montstraat).

#### Mariakapel (hoek Langestraat-Bollestraat)
De Mariakapel (1,95 m hoog, 1,60 m breed, 50 cm diep) dateert uit 1947 en behoort toe aan de familie De Wever. Het originele plan was van de hand van Marie Raspoet. In 1948 werd de kapel door E.H. De Ridder ingewijd. Deze kapel verving een oudere kapel die moest wijken voor rioleringswerken.
De kapel is gemetseld in rode gevelsteen en papensteen en staat op een voetstuk uit arduin. De bedekking van het zadeldak bestaat uit afgeronde Eternit-leien en op het dak staat een kruis van 40 × 20 cm. In de nis van de kapel staat een beeld van Moeder Maria met kindje Jezus. Deze nis met rondboog wordt afgesloten met een hekje in smeedijzer. In de arduinen dorpel in de nis staat te lezen: “MOEDER, ZEGEN UW VOLK!”.

#### Mariakapel (hoek Langestraat-Pol De Montstraat)
Deze Onze-Lieve-Vrouwkapel (2,40 m hoog) heeft haar oorsprong in de 18e eeuw en werd gerestaureerd door de familie De Troch halfweg de 20e eeuw.
De kapel bestaat uit een voetstuk van 8 rijen hardsteen opgesplitst in drie delen met daarop een arduinen gedeelte met sokkel. Bovenaan is er een cirkelvormige bekroning die uitloopt op voluten voorzien van een bloemmotief. Helemaal bovenaan staat een breed arduinen kruis van 33 × 28 cm. In de nis staat een beeld van Maria met kindje Jezus. Het hekje in smeedijzer bestaat uit drie delen waarbij het bovenste deel vastzit in de bekroning. Op de sokkel staat te lezen: “TER EEREN VAN ONSE LIEVE VROUWE BIDT VOOR DE GELOOVIGE ZIELEN”.

#### Onze-Lieve-Vrouw-van-Lourdeskapel (Klapscheutstraat)
Dit is de grootste en de belangrijkste kapel van de ommegang (3,50 m breed, 4,40 m lang, 3,90 m hoog), dateert uit de 18e eeuw en is eigendom van vzw Parochiale Werken.
De legende vertelt dat de kapel werd opgetrokken in opdracht van het echtpaar Limbourg-De Meersman na de geboorte van hun eerste kindje. Zij waren kinderloos en toonden hun dank omdat hun gebed verhoord werd.
De voorgevel van de kapel werd gerotst en is voorzien van een dubbele deur. In de zijmuren zijn er twee afgeronde ramen, één in elke zijgevel. De binnenkant van de kapel is afgezet met witte faiencetegels met op één meter hoogte een fries met rozenmotief. Er ligt een stenen vloer met grijze en okergele stenen met daartussen kleine, zwarte stenen.
In de kapel staat er een afsluithek dat het altaar met de heiligenbeelden, bloemen en kaarsen beschermt. Voor het hek is er een zitruimte voor bedevaarders. Op het altaar is Onze-Lieve-Vrouw van Lourdes te vinden. Daarnaast staan er nog heiligenbeelden waaronder de geknielde Bernadette, de H. Remigius en de H. Engel met Kruis.
De dakbedekking is een schaliedak met bovenop een kruis in smeedijzer. Rondom de kapel ligt een pad in kasseien.

#### Sint-Remigiuspaalkapel (Pol De Montstraat)
Deze paalkapel werd opgericht om heilige Remigius te eren. In de paalkapel staan beelden van de H. Remigius, Maria en/of de heilige Jozef.
De originele kapel van hout werd in 1991 door de familie Van der Voorde vervangen door een kapel van metaal met behoud van het oorspronkelijk ontwerp.

### Sint-Remigiuskerk
Op het einde van de tocht brachten de gelovigen een offer uit aan de H. Remigius in de kerk. Dit beeld werd van het Sint-Remigiusaltaar gehaald en achteraan in de middenbeuk van de kerk geplaatst. Het heiligenbeeld stond op een offerbloksokkel met een houten bordje met het opschrift: "Hier offert men ter eere van den H. Remigius bezonderen patroon tegen de hoofdpyn en andere kwaelen."

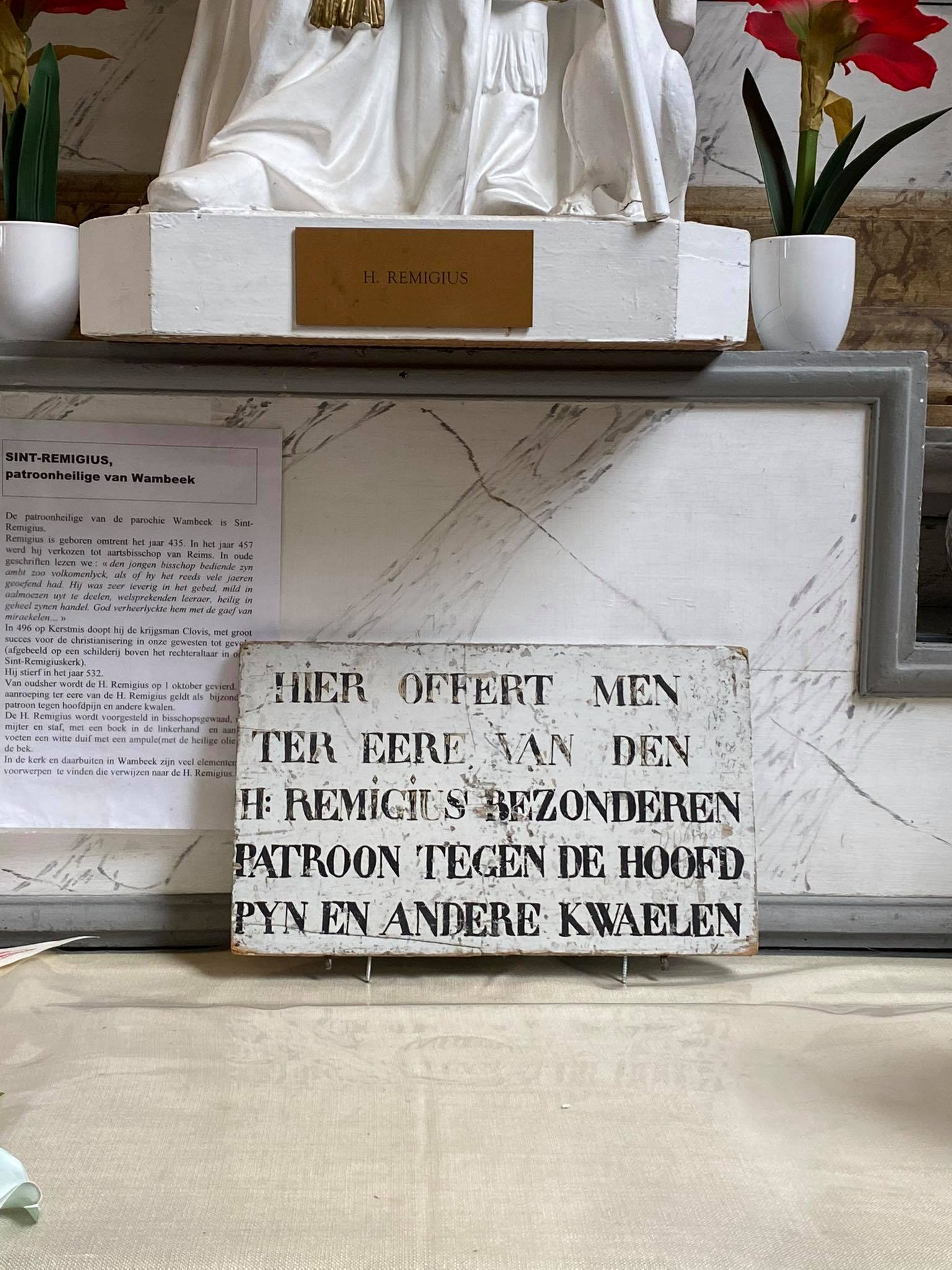
Houten bord voor het Sint-Remigiusbeeld op het Sint-Remigiusaltaar (Sint-Remigiuskerk, Wambeek)

#### Remigiusaltaar
Het altaar staat in de zuidelijke transeptarm van de kerk en is 10,49 m hoog en 4,55 m breed en dateert uit de 17e eeuw.  Het is een altaar in barokstijl. Centraal bevindt zich het schilderij De doop van Clovis door de H. Remigius.  Langs beide kanten staan zuilen met kapitelen. Bovenaan de bekroning bevindt zich een nis met daarin een beeld van de heilige Remigius. Op het altaar staat een groot beeld van H. Remigius, kandelaren en vazen. Onder het altaar staat een imitatie sarcofaag met aan de bovenkant de attributen van Remigius: een mijter, een stola, een staf en een kruis.   Aan de voorkant staan de letters R en S in een stralenmotief.

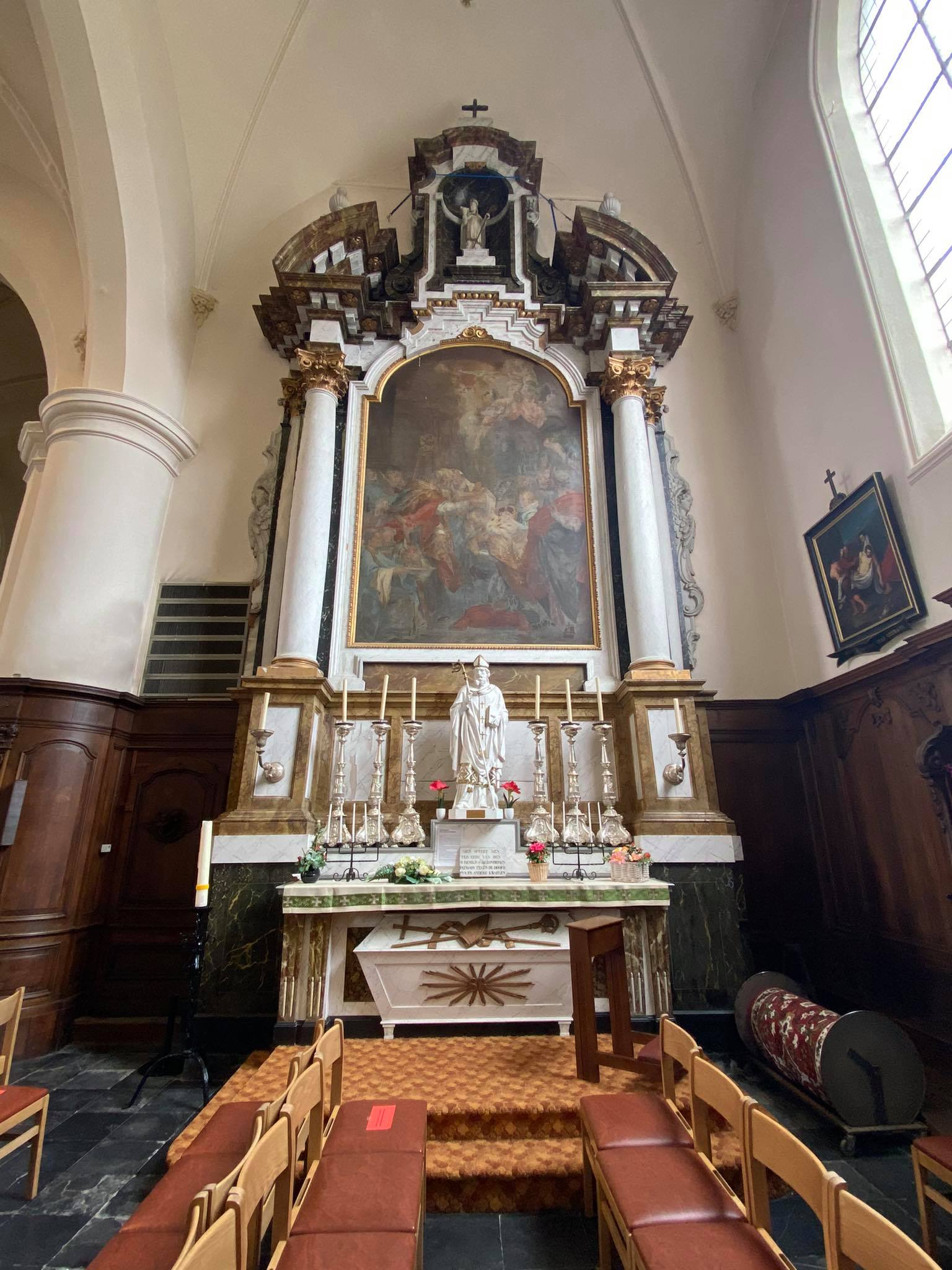
Sint-Remigiusaltaar, volledig (Sint-Remigiuskerk, Wambeek).
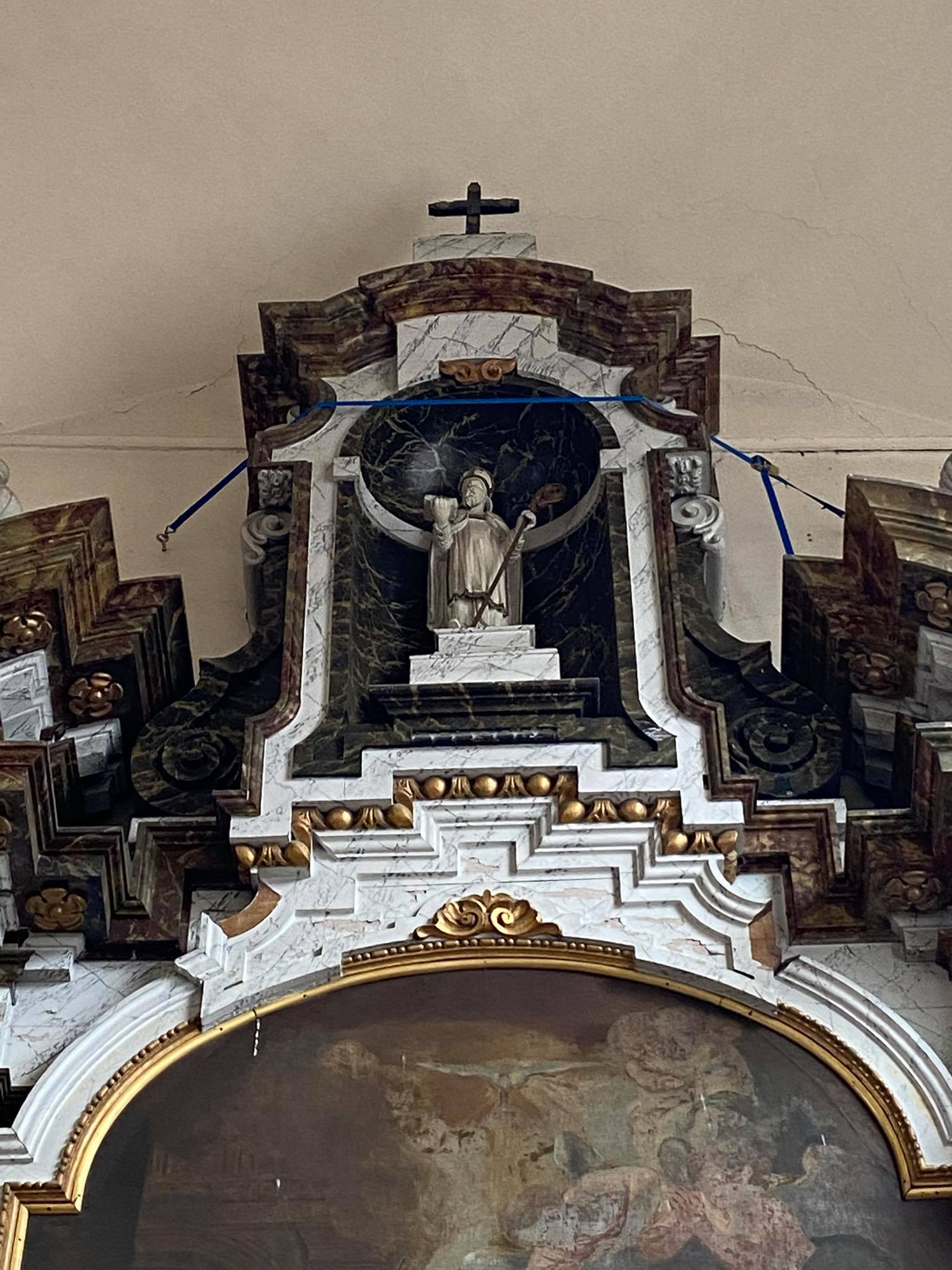
Nis met Sint-Remigiusbeeld bovenaan Sint-Remigiusaltaar (Sint-Remigiuskerk, Wambeek).
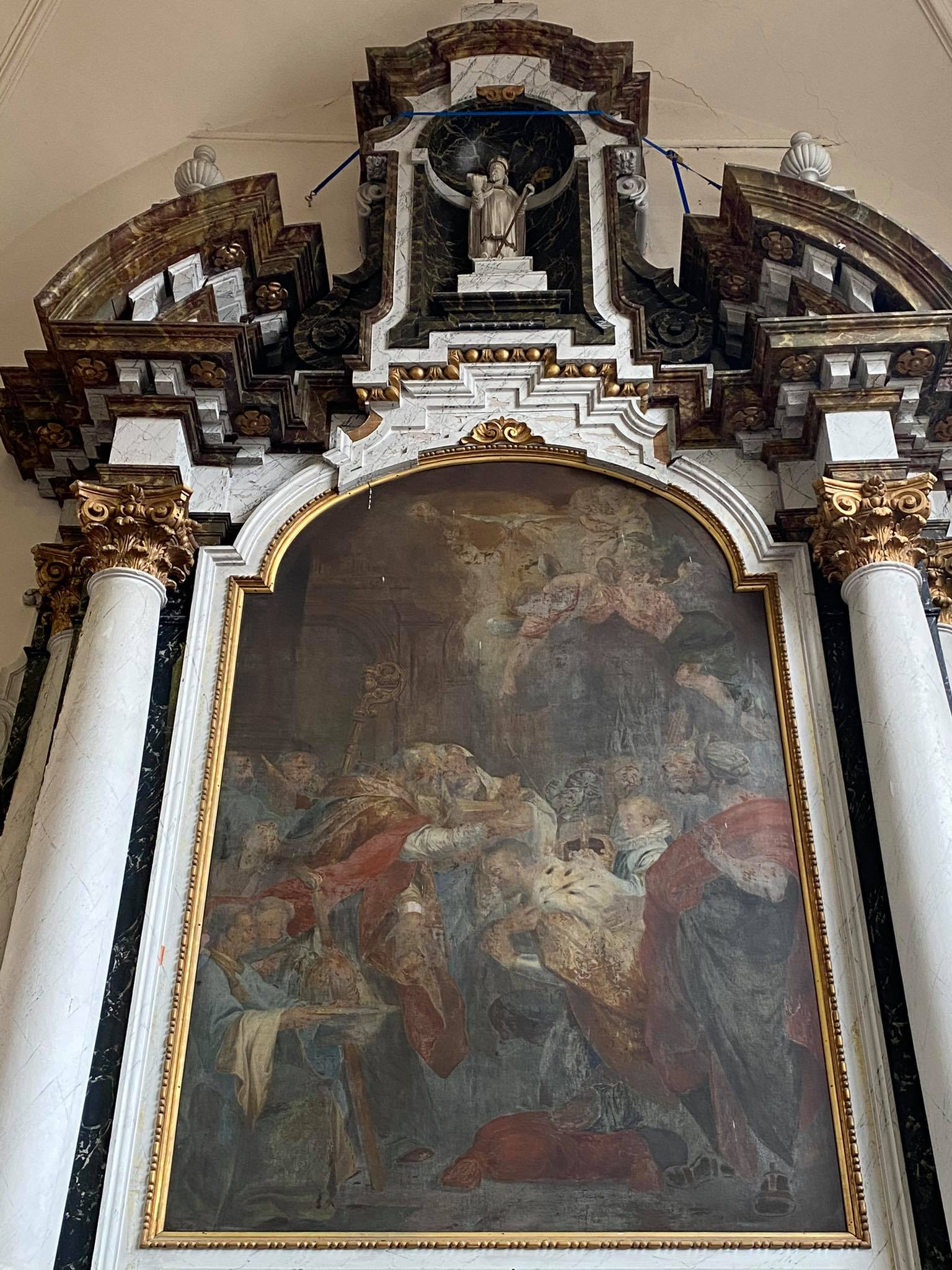
Doopsel van Clovis door de Heilige Remigius, hoofddoek Sint-Remigiusaltaar (Sint-Remigiuskerk, Wambeek).
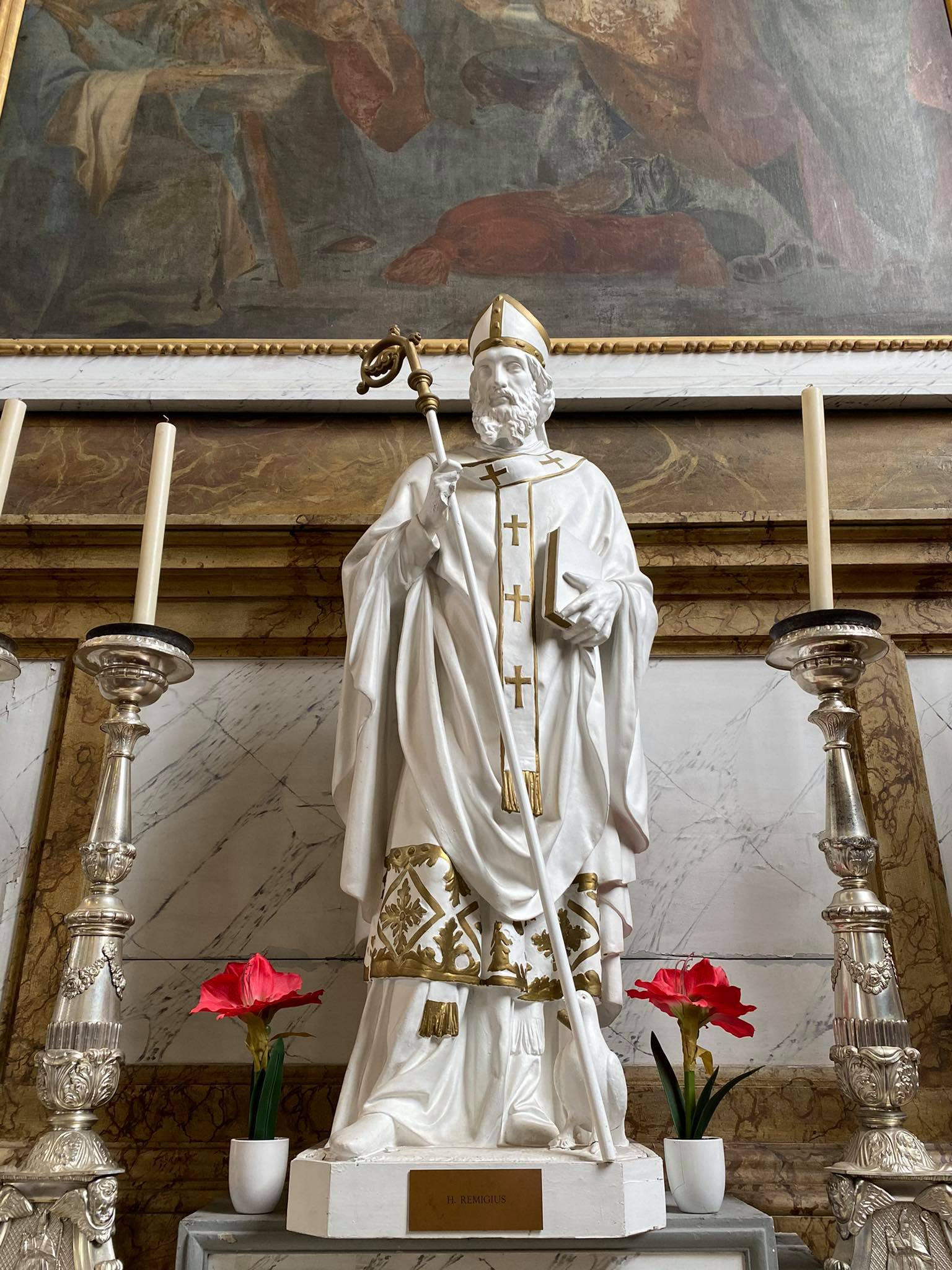
Sint-Remigiusbeeld op Remigiusaltaar (Sint-Remigiuskerk, Wambeek).
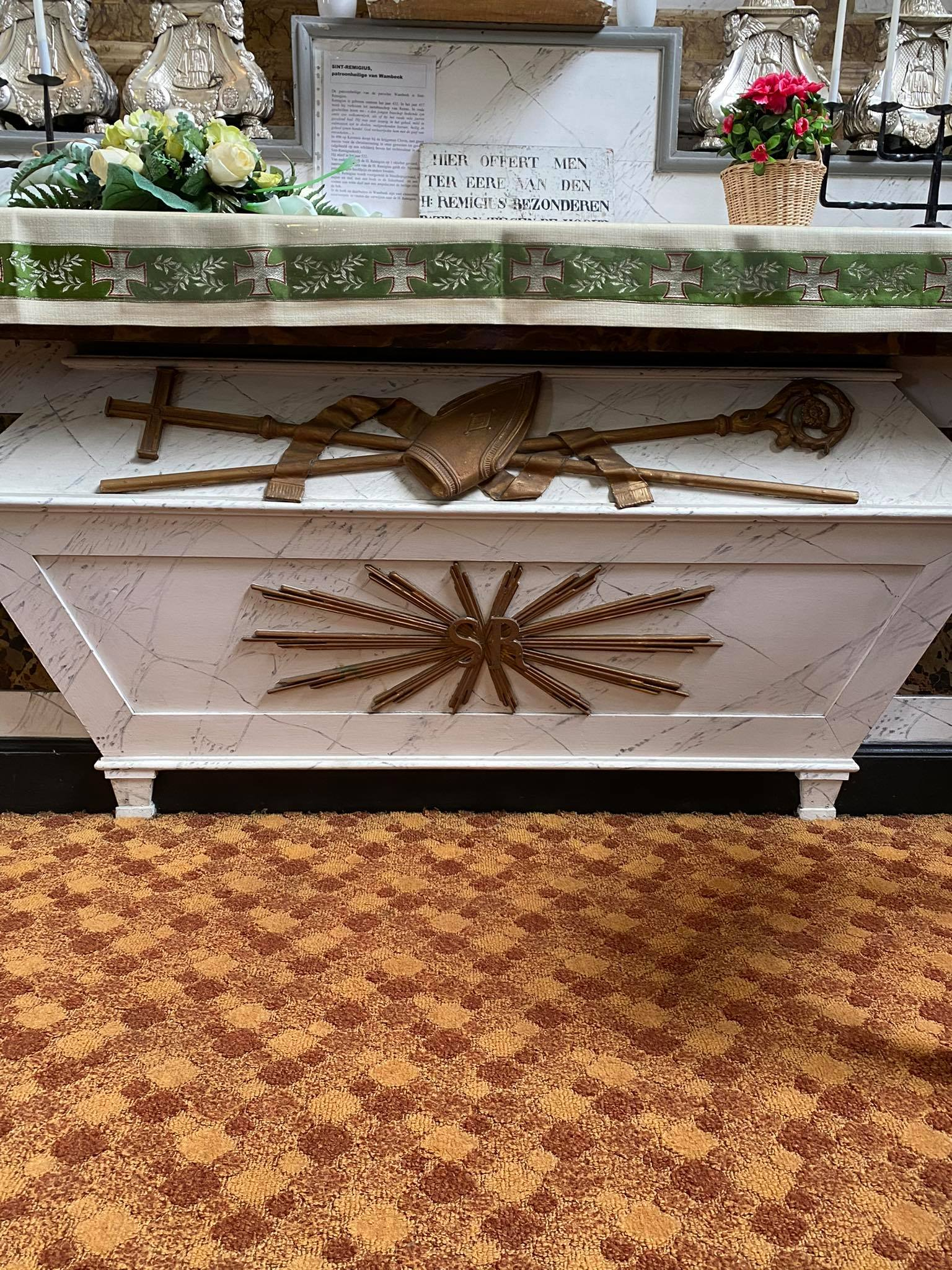
Geïmiteerde sarcofaag onder het Remigiusaltaar (Sint-Remigiuskerk, Wambeek).

#### Relikwie van de heilige Remigius

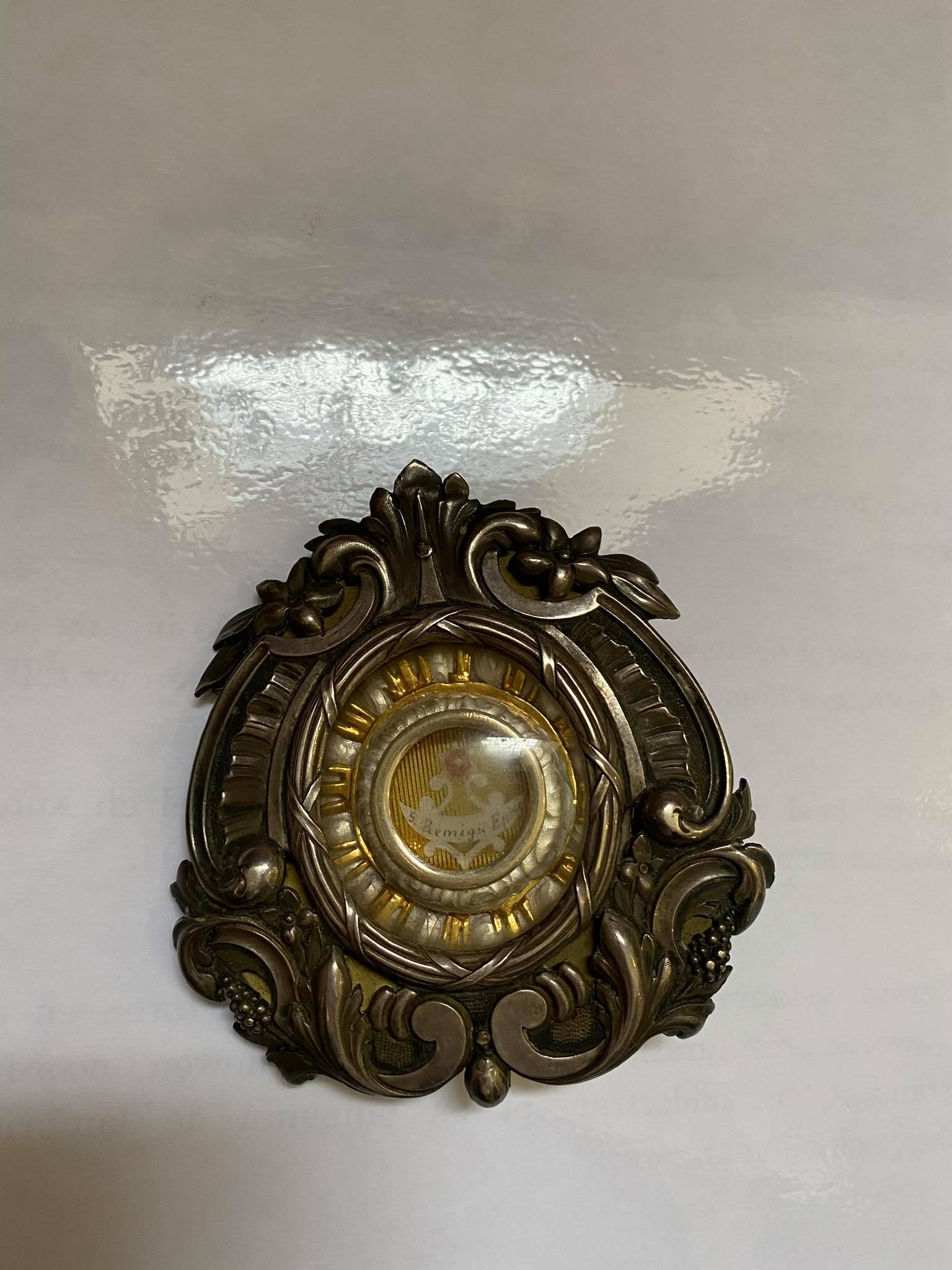
Relikwie van de heilige Remigius (Sint-Remigiuskerk, Wambeek)

Deze relikwie werd met het naamfeest van de heilige Remigius door de priester individueel aangeboden aan elke gelovige. Het is een medaillon bestaand uit gebold glas waarachter vermoedelijk een stukje bot van de H. Remigius zit. Het montuur rondom is in zilver en dateert uit de 18e eeuw.

## Het Remigiusgebed
Naar aanleiding van het naamfeest van Remigius op 1 oktober, werden er vroeger prentjes verdeeld met aan de voorzijde een afbeelding van de heilige en achteraan het gebed om Remigius te aanroepen.

## Sint-Remigiusbedevaartsvaantje
Jozef Jans, gekend onder de naam "Kuiper", maakte in de jaren 50 een schilderij waar Remigius te zien is in de Remigiusweg. Op de achtergrond staat het landschap van Wambeek afgebeeld samen met de Sint-Remigiuskerk en het kapelletje van Klapscheut.
Roger Van Ransbeeck liet zich inspireren door dit werk en maakte een bedevaartsvaantje die de Remigiusommegang weergeeft. Op het bedevaartsvaantje staat de Sint-Remigiuskerk en de heilige Remigius met een duif en een paar attributen. Rond de kerk en de heilige Remigius staan de vier kapelletjes van de ommegang omgeven door het landschap van het Pajottenland met aan de horizon de Sint-Martinuskerk van Asse. Op het bedevaartsvaantje staat links de Brabantse Leeuw samen met de feestdag van de H. Remigius (1 oktober) en het jaar 1992 (jaar van uitgifte). Langs de rechterkant van het vaantje staat het wapenschild van Ternat afgebeeld waarin Sint-Gertrudis met ratten en wapens van de heren van Wambeek te zien is. Beneden aan het vaantje staat een wimpel met tekst: "Heilige Remigius-Patroon van Wambeek B.V.O." Op de achterkant van het vaantje staat het Remigiusgebed van het nieuw bidprentje uit 1993. Dit eerste bedevaartsvaantje werd in de kleuren rood en groen gedrukt in een oplage van elk 1000 exemplaren.

## Huidige situatie
In het dorp staan de vier kapelletjes en een paar nissen in de muren van huizen waar de ommegang vroeger voorbij ging.